# Дион Дионисиев
Дионисий Иванов Дионисиев – бай Дион е български художник, маринист.

## Биография
Дионисий Дионисиев е роден на 23 април 1908 година в южномакедонския град Енидже Вардар, тогава в Османската империя.
Установява се в свободна България, в Бургас и започва да твори по южното Черноморие. Автор е на картини като „Охридското езеро”, „Бурно море” и други.
Умира на 24 януари 1992 година.